# ミラノ市電7700形電車
ミラノ市電7700形電車（ミラノしでん7700がたでんしゃ）は、イタリアの都市・ミラノの路面電車（ミラノ市電）の車両。スイスのシュタッドラー・レールが展開する路面電車向け車両「トラムリンク」の1車種で、バリアフリーに適した超低床電車である。

## 概要
2019年、ミラノ市電を運営するミラノ市交通公社（Azienda Trasporti Milanesi、ATM）は、旧型電車の置き換えや休止している都市間路線の運行再開を含めた路線網の拡張を踏まえ、スイスのシュタッドラー・レールとの間に最大80両	（30両＋オプション50両）の路面電車車両を製造する契約を交わした。これに基づき、翌2020年に生産が発表されたのが7700形である。
全長25 m級の3車体連接車で、車体は耐腐食性に優れた軽量のステンレス鋼で構成される。終端にループ線が無い都市間系統での使用を見据え、運転台は前後車体に設置されており（両運転台）、乗降扉も車体の左右に備わっている。また、前後車体には障害物との衝突の可能性を検出し制動装置を作動させる衝突防止装置が装備されている。台車は回転軸を備えており、ミラノ市電における急曲線にも対応している。車内には冷房が搭載されている他、安全対策として10台の監視カメラが備わっており、情報はミラノ市交通会社のセキュリティセンターと共有される。また、情報を表示するモニターやスマートフォン充電用のUSBソケットなども車内に完備されている。
2022年12月に最初の車両がミラノに到着し、2023年5月以降本格的な試運転を行った後、2025年2月20日から営業運転を開始した。その後は順次営業運転への投入が予定されており、契約確定分の30両のうち20両は市内中心部の系統に、10両は都市間系統で使用される。

## 今後の予定
2023年、ミラノ市交通会社はシュタッドラー・レールへ向けて「トラムリンク」の追加発注を実施した。都市間系統向け、全長35 m級の5車体連接車・14両の製造が確定している他、オプション分として5車体連接車・11両と3車体連接車・25両の契約も結ばれており、これらを含めたミラノ市電向けの「トラムリンク」は全130両となる予定である。これに伴い、長年に渡り使用されている1500形の完全な置き換えが検討されている。